# Кибардина, Валентина Тихоновна
Валентина Тихоновна Кибардина́ (17 (30) мая 1907, Витебск — 5 октября 1988, Ленинград) — советская актриса театра и кино. Народная артистка РСФСР (1951). Лауреат Сталинской премии третьей степени (1951).

## Биография
Родилась в Витебске. С детства мечтала стать актрисой.
По окончании школы в 1924 году отправилась в Ленинград поступать в театральный институт. На вступительных экзаменах читала монолог Олимпиады Самсоновны Большовой из комедии А. Н. Островского «Свои люди — сочтёмся» и басню И. А. Крылова «Слон и Моська».
В 1929 году окончила студию Ю. М. Юрьева при Театре драмы им. А. С. Пушкина. В дипломном спектакле «Учитель Бубус» сыграла роль девочки-дикарки. На профессиональной сцене дебютировала в том же году, в Ленинградском театре Народного дома (в 1930 году этот театр был слит с Красным театром); играла комедийные и хара́ктерные роли.
В 1934 году состоялся яркий кинодебют Валентины Тихоновны Кибардиной в фильме «Юность Максима», затем были другие фильмы кинотрилогии.
В 1936 году Валентина Кибардина перешла в Большой драматический театр М. Горького.
Последнее появление на сцене — Катюша Маслова в инсценировке романа «Воскресение» Л. Н. Толстого (1979, Ленинградский Центральный дом работников искусств).
Умерла и похоронена в Санкт-Петербурге на Серафимовском кладбище (15 уч.).

## Признание и награды
- заслуженная артистка РСФСР (1939)
- народная артистка РСФСР (1951)
- Сталинская премия третьей степени (1951) — за исполнение роли Татьяны Евгеньевны Берсеневой в спектакле «Разлом» Б. А. Лавренёва
- орден Трудового Красного Знамени (01.04.1938) — за исполнение роли Наташи в кинокартинах «Юность Максима» и «Возвращение Максима»
- медали.

## Творчество

### Роли в театре
- «Баня» В. В. Маяковского — Поля
- «Пьяный круг» Д. Дэля
- «Чёртова свадьба» В. А. Каверина
- «Мещане» М. Горького — Поля[1]
- «Волки и овцы» А. Н. Островского — Евлампия Николаевна Купавина
- «Дон Карлос» Ф. Шиллера — королева

#### Большой драматический театр
- 1937, 1941 — «Мещане» М. Горького; режиссёр: А. Д. Дикий — Поля
- 1938 — «Кубанцы» В. Ротко; режиссёр: Б. А. Бабочкин — Наталка
- 1939 — «Дачники» М. Горького; режиссёр Б. А. Бабочкин — Варвара Михайловна
- 1942 — «Свадьба Кречинского» А. В. Сухово-Кобылина — Лидия Петровна Муромская
- 1945 — "Сердце не камень А. Н. Островского; режиссёр: Н. С. Рашевская — Вера Филипповна
- 1946 — «Много шуму из ничего» У. Шекспира; режиссёр И. Ю. Шлепянов — Гера
- 1946 — «Так и будет» К. М. Симонова — Ольга
- 1947 — «Русский вопрос» К. М. Симонова — Джесси Смит
- 1948 — «Джо Келлер и его сыновья» А. Миллера — Энн
- 1948 — «Враги» М. Горького; режиссёр Н. С. Рашевская — Татьяна Луговая
- 1949 — «Девушка с кувшином» Лопе де Вега; режиссёр: А. В. Соколов — донья Анна
- 1950 — «Разлом» Б. А. Лавренёва; режиссёры: А. В. Соколов и И. С. Зонне — Татьяна
- 1951 — «Любовь Яровая» К. А. Тренёва; режиссёр И. С. Ефремов — Павла Петровна Панова
- 1952 — «Рюи Блаз» В. Гюго — донья Мария
- 1952 — «Достигаев и другие» М. Горького; режиссёр Н. С. Рашевская — Елизавета
- 1955 — «Смерть Пазухина» М. Е. Салтыкова-Щедрина — Настасья Ивановна Фурначёва

### Фильмография
- 1934 — Юность Максима — Наташа Артемьева
- 1937 — Возвращение Максима — Наташа Артемьева
- 1938 — Выборгская сторона — Наташа Артемьева
- 1938 — Волга-Волга — член комиссии
- 1947 — Жизнь в цитадели — Эва Мийлас[2]
- 1948 — Первоклассница — учительница
- 1959 — Достигаев и другие — Глафира
- 1961 — Барьер неизвестности — Марья Васильевна
- 1964 — Письма к живым — мать Вероники
- 1966 — Не забудь… станция Луговая — Анна Петровна Кудрявцева, мать Люси